# Mélanome de la choroïde

Schéma d’une section transversale de l’œil humain ; la choroïde est en violet.

Le mélanome de la choroïde ou mélanome choroïdien est un cancer de la choroïde qui constitue l’une des couches de la paroi du globe oculaire, située entre la sclérotique à l’extérieur et la rétine à l’intérieur. Avec le corps ciliaire et l’iris, la choroïde forme l’uvée.

## Épidémiologie
Ce type de mélanome est rare mais il s'agit néanmoins du cancer de l’œil le plus fréquent chez l'adulte. En 2006, on dénombre 500 à 600 nouveaux cas de mélanome de la choroïde par an en France et le chiffre reste stable.

## Diagnostic

### Clinique
Les mélanomes de la choroïde peuvent rester longtemps asymptomatiques ou être découverts incidemment pendant un contrôle ophtalmologique de routine.
En général, plus le cancer est antérieur au niveau de l’œil, plus les symptômes tardent à apparaître cliniquement.
Les symptômes sont les suivants :
- diminution de l'acuité visuelle ;
- scotome  ;
- diminution du champ visuel indolore et progressive ;
- corps flottants ;
- douleur oculaire.

### Examens complémentaires
- Fond d'œil.
- Échographie.
- Angiographie à la fluorescéine.
- Imagerie par résonance magnétique (IRM).

### Caractérisation génétique
Elle est importante pour prédire l'évolution la maladie. Ainsi des mutations sur le BAP1 sont de mauvais pronostic.

## Traitement
Les traitements sont liés à l'évolution de la pathologie au moment de la découverte :
- traitement chirurgical par énucléation[5] ;
- radiothérapie ;
- curiethérapie ;
- hadronthérapie par protons avec un bon contrôle local des mélanomes ainsi qu'un bon taux de conservation oculaire[6] ;
- thermothérapie transpupillaire ou laser diode, option pour le traitement du mélanome de la choroïde du pôle postérieur[7] ;
- traitements médicaux à base de dacarbazine : ils n'ont pas encore démontré leur efficacité sur ce type de pathologie[8] ;
- dans les formes métastatiques, le tebentafusp permet des survies un peu plus prolongées[9].

## Évolution
Les formes métastatiques représentent la moitié des patients, avec une localisation hépatique préférentielle et ont un mauvais pronostic avec une survie moyenne d'environ un an. 
Le taux de survie après 5 ans est d'environ 42 % chez des patients avec énucléation contre 79,3 % chez des patients avec traitement conservateur.